# Акім Блумфілд
Акім Блумфілд (англ. Akeem Bloomfield; нар. 10 листопада 1997) — ямайський легкоатлет, який спеціалізується в спринтерських дисциплінах, призер чемпіонату світу, рекордсмен Ямайки.
На чемпіонаті світу-2019 здобув «срібло» в чоловічій естафеті 4×400 метрів.